# Lobe den Herrn, meine Seele, BWV 143
Lobe den Herrn, meine Seele, BWV 143 (Lloa el Senyor, ànima meva),
 és una cantata religiosa de Johann Sebastian Bach per al dia d'Any Nou, sense data precisa de composició.

## Origen i context
L'autor, anònim, utilitza versicles del salm 146, Lauda anima mea Dominum, homònim, per al primer, el tercer i el cinquè números, i la primera i la tercera estrofes de l'himne Du Friedefürst, Herr Jesu Christ de Jakob Ebert (1601) per als números 2 i 7; en canvi, el quart i el sisè moviments són de composició lliure del mateix l'autor. Hi ha molta confusió sobre la data de composició i estrena d'aquesta cantata, que ens ha arribat en una còpia manuscrita de la segona meitat del segle XIX; fins i tot s'ha dubtat que fos de Bach. Hi ha especialistes que proposen l'any 1735, mentre que d'altres s'inclinen a creure que és una obra primerenca, d'abans de l'arribada a Leipzig. Per a la festivitat d'any nou es conserven, a més d'aquesta, les BWV 16, BWV 41, BWV 190 i la quarta de l'Oratori de Nadal (BWV 248).

## Anàlisi
Obra escrita per a soprano, tenor, baix i cor; tres trompes, timbals, fagot, corda i baix continu. Consta de set números.
1. Cor: Lobe den Herrn, meine Seele (Lloa el Senyor, ànima meva)
2. Coral (soprano): Du Friedefürst, Herr Jesu Christ (Tu, Príncep de la Pau, Senyor Jesucrist).
3. Recitatiu (tenor): Wohl dem, des Hülfe der Gott Jakob ist, des Hoffnung (Benaurat aquell qui és auxiliat pel Déu de Jacob)
4. Ària (tenor): Tausendfaches Unglück, Schrecken (Milers de desgràcies, horrors)
5. Ària (baix): Der Herr ist König ewiglich (El Senyor és Rei etern)
6. Ària (tenor): Jesu, Retter deiner Herde (Jesús, Salvador del teu ramat)
7. Coral: Halleluja (Al·leluia!)

El cor inicial, com tota l'obra, és relativament breu; un ritornello acompanya les veus que se centren inicialment en Lobe (lloa) i, després, entonen a l'uníson den Herrn (el Senyor). El número 2, presenta per primera vegada el coral que protagonitza la cantata, amb un solo de violí. Un breu recitatiu de tenor, número 3, dona pas a l'ària, també de tenor, molt dramàtica, que anuncia les desgràcies que amenacen altres contrades; d'altra banda, remarca i s'atura sobre la paraula Jahr (any), suggerint la bondat de les benediccions. A l'ària de baix, número 5, es recupera l'aire festiu propi de l'Any Nou, en proclamar la reialesa de Déu, amb la participació de les trompes i timbals amb una fanfara triomfal. De fet és l'única obra de Bach que requereix la participació de tres trompes. L'ària de tenor del número 6, planteja una combinació nova, un diàleg entre el fagot i el continu, mentre la veu fa unes vocalitzacions sobre Halte (vigila) i Schar (el teu poble). En el coral final, hi destaca el ritornello orquestral amb les trompes i timbals, mentre el cor s'entreté sobre el terme al·leluia, tot acompanyant la melodia del coral. Té una durada aproximada que no arriba al quart d'hora.

## Discografia seleccionada
- J.S. Bach: Das Kantatenwerk. Sacred Cantatas Vol. 8. Gustav Leonhardt, Knabenchor Hannover (Heinz Hennig, director), Collegium Vocale Gent, Philippe Herreweghe, Leonhardt-Consort, Roger Cericius (solista del cor), Kurt Equiluz, Max van Egmond. (Teldec), 1994.
- J.S. Bach: The complete live recordings from the Bach Cantata Pilgrimage. CD 2: Gethsemanekirche, Berlin; 1 de gener de 2000. John Eliot Gardiner, Monteverdi Choir, English Baroque Soloists, Ruth Holton, James Gilchrist, Peter Harvey. (Soli Deo Gloria), 2013.
- J.S. Bach: Complete Cantatas Vol. 21. Ton Koopman, Amsterdam Baroque Orchestra & Choir, Sandrine Piau, Jörg Dürmüller, Klaus Mertens. (Challenge Classics), 2006.
- J.S. Bach: Cantatas Vol. 5. Masaaki Suzuki, Bach Collegium Japan, Ingrid Schmithüsen, Makoto Sakurada, Peter Kooij. (BIS), 1997.
- J.S. Bach: Church Cantatas Vol. 44. Helmuth Rilling, Gächinger Kantorei, Bach-Collegium Stuttgart, Eva Cspó, Adalbert Kraus, Wolfgang Schöne. (Hänssler), 1999.